# Nyasalandia en la Segunda Guerra Mundial

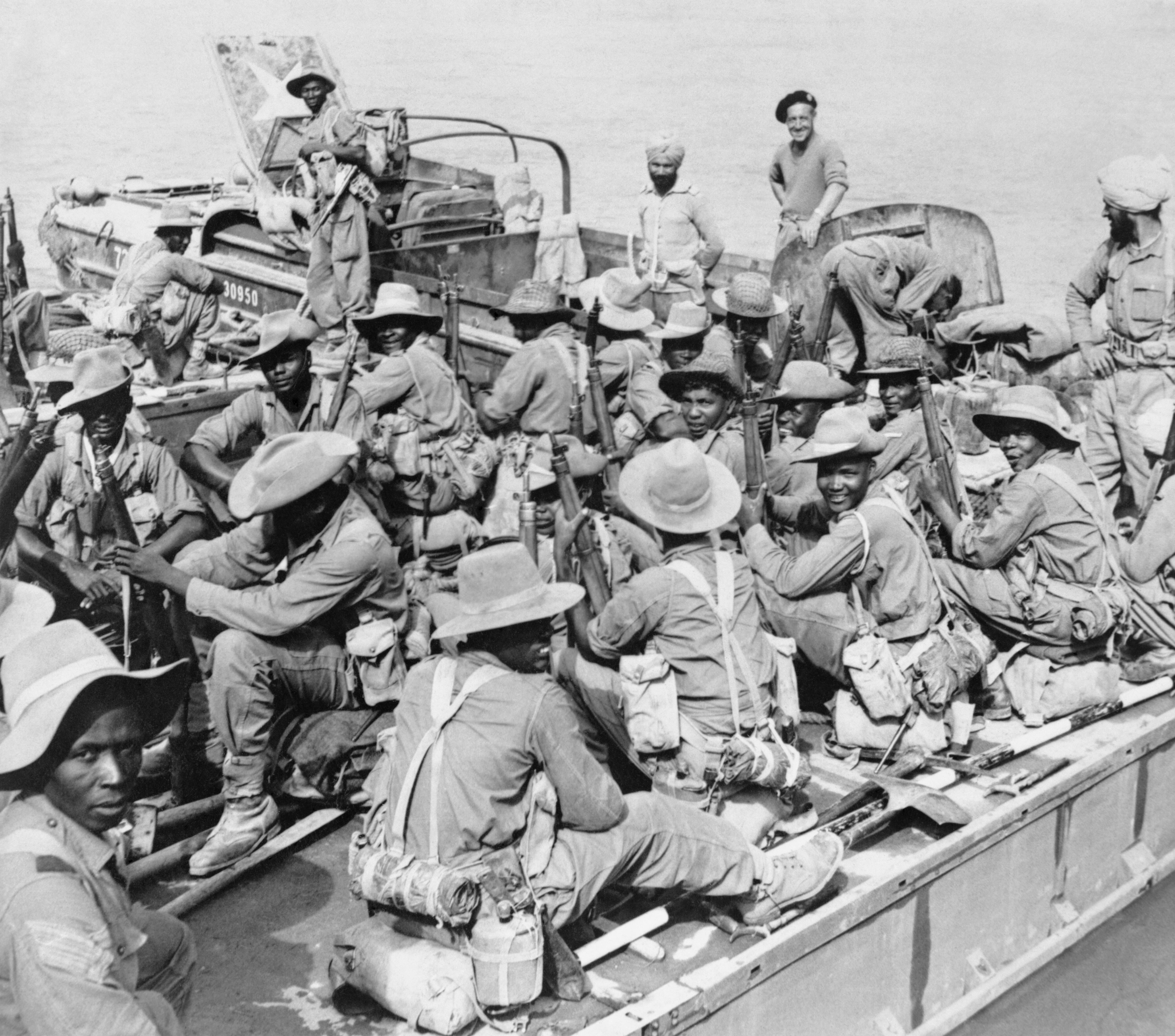
Soldados de los King's African Rifles fotografiados en 1944 durante la campaña de Birmania

La participación del Protectorado de Nyasalandia en la Segunda Guerra Mundial comenzó con la declaración de guerra del Imperio británico a la Alemania nazi en septiembre de 1939. Aunque no se produjeron combates en la propia Nyasalandia, fue un activo económico para los Aliados y también contribuyó una cantidad considerable de soldados para luchar en el Ejército británico.

## Antecedentes
El Protectorado de Nyasalandia, el sucesor del Protectorado Británico de África Central, se formó en 1907. La colonia, pese a poseer recursos minerales sin explotar, tenía una economía principalmente basada en la agricultura, la mayor parte de la cual era de subsistencia, con el café, el tabaco, el té y el algodón como importantes cultivos para la exportación. Las hambrunas eran comunes entre los africanos indígenas, y existían grandes tensiones entre los «nativos» —que, a diferencia de los europeos de origen británico, no poseían la ciudadanía británica, sino el estatus inferior de persona protegida británica— y los colonos europeos.
Nyasalandia se implicó de lleno en la Primera Guerra Mundial: alrededor de 19 000 africanos de Nyasalandia sirvieron en los King's African Rifles, y hasta 200 000 más se vieron obligados a trabajar como porteadores durante periodos variables, sobre todo en la campaña de África Oriental contra los alemanes en el África Oriental Alemana, donde las enfermedades causaron muchas bajas entre ellos. Esto, junto con otras fuentes de conflicto, desembocó en el fallido levantamiento de Chilembwe en enero de 1915, encabezado por el pastor John Chilembwe.

## Estallido de la guerra

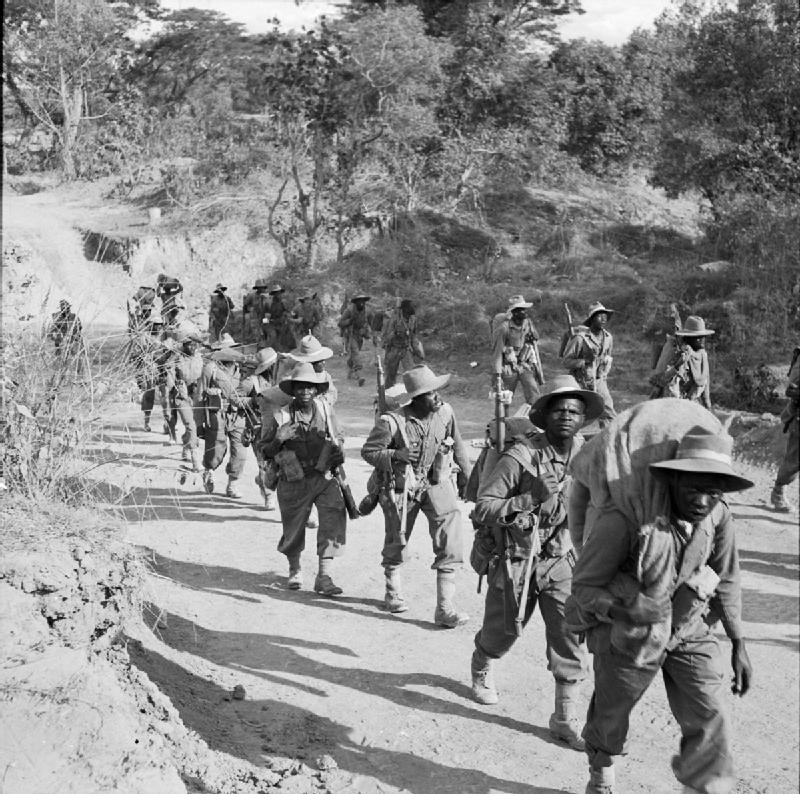
Soldados de los King's African Rifles de camino a Kalewa, Birmania, durante el cruce del río Chindwin

Dos días después de la invasión alemana de Polonia el 1 de septiembre de 1939, el Reino Unido le declaró la guerra a la Alemania nazi. Debido a la derrota alemana en la anterior guerra, el país no poseía colonias africanas. El África Oriental Alemana, origen de la principal participación de Nyasalandia en la Primera Guerra Mundial, había quedado dividida entre los vencedores, y la porción principal se convirtió en el Territorio de Tanganica bajo un mandato colonial británico. Aun así, Nyasalandia participó en la guerra.
Ya el 4 de septiembre de 1939, el gobernador en funciones de Zomba solicitó ayuda inmediata, temeroso de que los colonos alemanes pudieran organizar un levantamiento pronazi. La comunidad de expatriados europeos en Nyasalandia siempre fue pequeña, y en 1945 solo contaba con 1948 personas (en comparación con los más de dos millones de africanos «nativos»), un número significativo de las cuales eran de origen alemán. En respuesta, 50 soldados del Ejército Territorial llegaron a Nyasalandia por vía aérea, las primeras tropas de Rodesia del Sur enviadas al extranjero durante la guerra. Estaban bajo el mando del capitán T. G. Standing. Regresaron a Salisbury al cabo de solo un mes, tras comprobar que no existía riesgo de una posible rebelión.
Al igual que en muchas otras colonias británicas en África, se construyeron una serie de campamentos en Nyasalandia pensados para albergar refugiados de guerra polacos. Además, los considerados «extranjeros enemigos» —principalmente miembros de la mencionada comunidad alemana, pero también colonos italianos— fueron llevados a Rodesia del Sur para ser internados durante la guerra.

## Participación militar

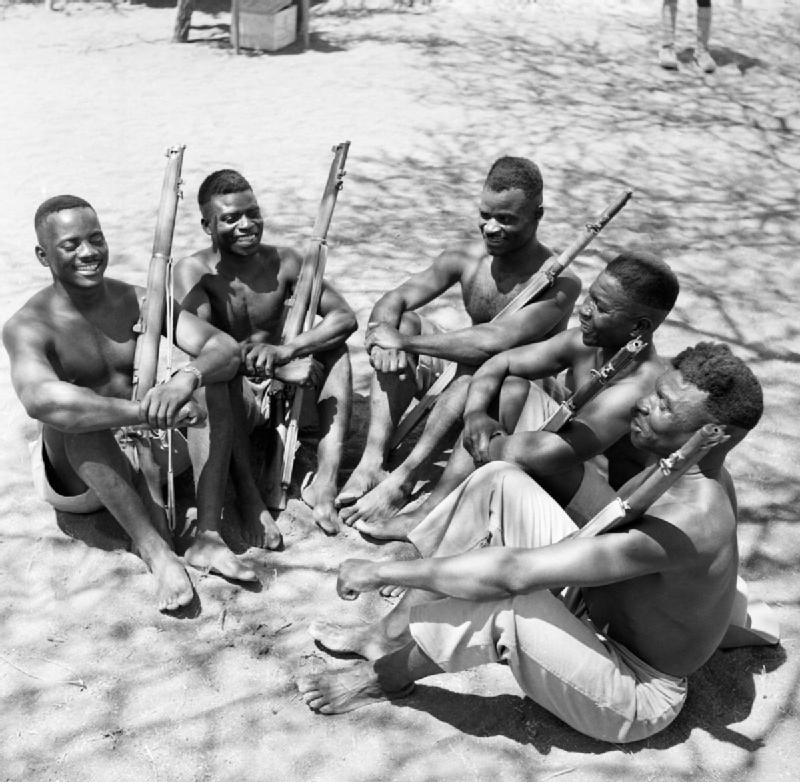
Soldados de los King's African Rifles durante el avance británico hacia la Somalilandia italiana

Muchos nyasas lucharon para los británicos durante la guerra, principalmente —como en la Primera Guerra Mundial— como soldados de los King's African Rifles (KAR). Los nyasas no eran directamente reclutados; en su lugar, las autoridades coloniales amenazaban a la aristocracia local con reducirles sus privilegios si no aportaban hombres suficientes. En consecuencia, muchos reclutas desertaron o fueron rechazados por razones médicas. No obstante, para agosto de 1942, un total de 16 400 nyasas servían en los KAR, en comparación con los aproximadamente 2000 que lo hacían al comienzo de la guerra. De un total de 43 batallones de los KAR, 12 procedían de Nyasalandia. Otros fueron reclutados en la Artillería, los Ingenieros, el Cuerpo de Servicio y el Cuerpo Médico, situando el número total de nyasas alistados en torno a los 27 000.
Llegaron a luchar en varios teatros, el primero de los cuales fue la campaña de África Oriental, donde los nyasas se enfrentaron a las tropas italianas. Aunque en un principio se esperaba que decepcionara en combate, el éxito del 1.er Batallón de los KAR en la defensa de la ciudad keniana de Moyale —donde un centenar de soldados de Nyasalandia resistieron ante 3000 italianos— no tardó en cambiar la opinión de los británicos. En 1940, el 2.º Batallón de Nyasalandia participó en la fallida defensa de la Somalilandia británica contra la invasión italiana. Al año siguiente, las tropas nyasas participaron en la expulsión de las fuerzas italianas de Somalilandia y Etiopía. En 1942, un batallón de Nyasalandia participó en la batalla de Madagascar, capturando la isla de manos de la Francia de Vichy.
En 1944, cuatro batallones de Nyasalandia (de un total de 17 de los King's African Rifles) lucharon en la campaña de Birmania, oponiéndose al Imperio del Japón, al Estado de Birmania, al Azad Hind y a Tailandia. En el transcurso de varios meses experimentaron una dura guerra en la selva, abriéndose paso por el río Chindwin contra la dura resistencia japonesa.

## Consecuencias
Después de la Segunda Guerra Mundial, miles de soldados recién desmovilizados volvieron a Nyasalandia en 1945 y 1946. Estas tropas habían vivido hasta en una docena de países distintos en los últimos años, luchando junto a muchas personas de religiones, etnias y culturas distintas, y se habían visto expuestas a un amplio abanico de nuevas ideas y experiencias. Al parecer, las autoridades coloniales se inquietaron por ello y consideraron a los soldados desmovilizados como una amenaza, temiéndolos por su avanzado entrenamiento militar y su posible apertura al radicalismo, como el pensamiento socialista y anticolonial. De hecho, muchos de ellos participaron en tales actividades, y muchos exsoldados participaron en las conferencias celebradas por el naciente Congreso Africano de Nyasalandia.
Económicamente, Nyasalandia se benefició del fin de la guerra. Los soldados que regresaron aportaron nuevos conocimientos: unos 3000 askaris habían recibido formación como camioneros en el Ejército, y muchos de ellos se incorporaron a empresas de transporte civiles. Al cesar los bloqueos y las interrupciones del comercio, las importaciones y exportaciones volvieron a fluir, y la industria del té y el tabaco se recuperó de sus pérdidas.

## Otras lecturas
- Baker, Colin (1985). «Civil Response to War: The Nyasaland Civil Service, 1939-1945». The Society of Malawi Journal 38 (1): 44-61. ISSN 0037-993X. JSTOR 29778529.

- Datos: Q18509056